# Hörtestsimulation
Die Hörtestsimulation ist die technische Nachbildung subjektiv durchgeführter Hörtests. 

## Aufgaben und Ziele
Mit Hilfe der Hörtestsimulation soll der relativ hohe Aufwand für die Durchführung von Hörtests durch objektive Messverfahren eingespart und die Streuung der von der Tagesform abhängigen Beurteilung eines Probanden vermieden werden.
Ziel ist es, unabhängig von der Laufzeitverzögerung und Aussteuerung eines Audiosystems bei gleichem Signalinhalt immer gleiche Messergebnisse zu erreichen (Reproduzierbare Messwerte).

## Einsatzmöglichkeiten
Hörtests werden benötigt, wenn eine Angabe über die Qualität eines Audiosystems nicht mehr mit bekannten Qualitätskriterien wie Signalstörabstand (SNR), Klirrfaktor oder Frequenzgang gemacht werden kann. Die Qualität eines Audiosystems kann durch folgende Hardware- und Softwarekomponenten beeinträchtigt werden.
- Elektroakustische Bauteile und deren Einbauort
- Analoge Verstärker
- Digitale Signalverarbeitung  (Codecs, Echokompensatoren, Geräuschreduktionsverfahren, Abtastratennachführung…)
- Digitale Signalübertragung (VOIP, RTP)
- Funkschnittstellen

Diese Komponenten können subjektiv wahrnehmbare Störungen wie stochastische Amplitudenschwankungen, Phasensprünge, nichtlineare Restechos, kurzzeitige Rauschstörungen, Echos, spektrale Einfärbung oder Artefakte (Musical Tones) erzeugen und sind mit oben genannten Qualitätskriterien nicht nachweisbar.

## Subjektive Hörtests
Hörtests werden nach Empfehlungen der ITU-T bei definierter Wiedergabelautstärke und Umgebungsbedingungen durchgeführt. 
Die subjektive Qualitätsbeurteilung wird durch Hörtestparameter wie Wiedergabelautstärke, Bandbreite und Akzeptanzschwelle stark beeinträchtigt. So werden bei lauter Wiedergabelautstärke Hintergrundgeräusche als störender empfunden, als bei leiser. Eine Begrenzung der Bandbreite wirkt sich immer auf die empfundene Qualität aus. Die Akzeptanzschwelle ist ein Maß für die maximal akzeptierte Lautheit von Störungen und verhält sich umgekehrt zur Erwartungshaltung an das zu bewertenden Audiosystem. So sind die Qualitätserwartungen an ein altes Telefon wesentlich geringer (hohe Akzeptanz) als an ein hochwertiges Audiosystem (niedrige Akzeptanz).
Bei Hörtests werden einem Probanden verschiedene Hörproben vorgespielt. Der Proband bewertet dann die Hörproben nach einer vorgegebenen Skala. Nach ITU-T P.800 wird eine Punkteskala mit Excellent = 5, Good = 4, Fair = 3, Poor = 2 und Bad = 1 vorgeschlagen. 
Die Ergebnisse der subjektiven Beurteilung sind in der Praxis oft nicht nachvollziehbar. Dies hat unter anderem mit dem persönlichen Befinden der Testpersonen zu tun, die das exakt gleiche Beispiel bei Wiederholungen unterschiedlich empfindet und bewertet.
Zur Bildung eines repräsentativen Mittelwerts dem sogenannten Mean Opinion Score (MOS) müssen aus diesen Gründen viele Testpersonen verschiedene Hörtests durchführen, was sich in hohem Aufwand und Kosten widerspiegelt.

## Objektive Messverfahren zur Hörtestsimulation
Objektive Messverfahren bilden die Höreigenschaften des menschlichen Ohres nach und bewerten die Qualität der zu untersuchenden Audiosysteme aufgrund der hörbaren Fehler zwischen dessen Eingangs- und Ausgangssignal. Die Nachbildung der menschlichen Hörempfindung wird hierbei heute durch Rechenvorschriften, die aus den Forschungsergebnissen von Eberhard Zwicker hergeleitet werden können mit digitalen Signalverarbeitungssystemen realisiert.
Bekannte Messverfahren sind unter anderem PESQ (Perceptual Evaluation of Speech Quality) und HASQUE (Hearing Adequate Signal Quality Evaluation).
Bei PESQ handelt es sich um ein nach ITUT-P.862 standardisiertes Verfahren, welches mit fest vorgegebenen Hörtestparametern arbeitet. Die Bandbreite der zu bewertenden Signale ist durch die Verwendung von IRS-Filtern begrenzt. Störungen in Sprachpausen werden nicht bewertet. 
Kennzeichnend für das HASQUE-Verfahren ist, dass die Hörtestparameter Wiedergabelautstärke, Bandbreite und Akzeptanzschwelle über die Parametrierung festgelegt werden können und damit Hörtests für die unterschiedlichsten Applikationen simuliert werden können. HASQUE arbeitet ohne Bandbegrenzung und wertet auch Störungen in Sprachpausen aus.

### Hörtestsimulation mit Bandbegrenzung
Zur Nachbildung der Telefonqualität werden in manchen Hörtestsimulatoren sogenannte IRS- oder MIRS-Filter (Intermediate Reference System) eingesetzt. Diese Filter begrenzen die verfügbare Bandbreite bei 8 kHz (16 kHz) Abtastrate auf 300 bis 3400 Hz (100 bis 7000 Hz), wodurch nicht der gesamte verfügbare Frequenzbereich von <100 bis < 4000 Hz (<100 bis <8000 Hz) ausgewertet wird.
Diese Bandbegrenzung wirkt sich jedoch insbesondere bei 8 kHz abgetasteten Systemen als deutlich wahrnehmbare Qualitätsreduzierung aus, da sowohl die natürliche Grundfrequenz bei ca. 100 Hz, als auch Zischlaute, welche die Transparenz und damit die Verständlichkeit verbessern können, unterdrückt werden. 
Daher werden bei Hörtestsimulatoren mit IRS-Bandbegrenzung in diesem Bereich keine Qualitätsunterschiede gemessen, auch wenn subjektiv deutlich wahrnehmbare Unterschiede bestehen.

## Einsatzgebiete
Die Hörtestsimulation wird insbesondere im Bereich der Forschung, Entwicklung und Zertifizierung von Audio- und Telekommunikationssystemen benötigt. 
Mit Hilfe der Hörtestsimulation kann auch eine automatische Parametrierung von Audiosystemen durchgeführt werden. Im Bereich der Forschung kann damit die optimal erreichbare Qualität von neuen Verfahren wesentlich effizienter ermittelt werden, als durch manuell durchgeführte iterative Prozesse. 
Die adaptive Parametrierung von neuen Verfahren zur Optimierung der Signalqualität (Bandbreitenerweiterung, Geräuschreduktion, Echokompensation…) stellt hohe Anforderungen an objektive Messverfahren. Für diese Aufgaben werden objektive Messverfahren ohne Bandbegrenzung und mit Auswertung der Sprachpausen benötigt.
Ob ein Verfahren für die gewünschte Applikation geeignet ist, hängt von den Anforderungen ab. So können hohe Störungen in Sprachpausen durch Sprachcodecs erzeugt werden, welche nicht für die Reproduktion von Geräuschen konzipiert sind, zum Beispiel Terrestrial Trunked Radio (TETRA). Diese Störungen treten aber in der Realität durch Umgebungsgeräusche auf und erfordern dann ein Messverfahren, welches auch Störungen in Sprachpausen erfasst, wenn realistische Umgebungsbedingungen bei der Messung mit erfasst werden sollen.